# Monte Rocciavrè
Le monte Rocciavrè est une montagne qui s'élève à 2 775 ou 2 778 m dans les Alpes cottiennes. Elle domine la val de Suse et le val Cluson, à l'est du mont Orsiera.
La montagne est incluse dans le parc naturel Orsiera-Rocciavrè. Elle peut se gravir depuis le refuge Balma (it).